# Unwetter in der Schweiz im Sommer 2024
Die Unwetter in der Schweiz im Sommer 2024 waren eine Abfolge von Starkregenereignissen, die in verschiedenen Regionen der Schweiz durch Hochwasser, Erdrutsche und Murgänge grosse Schäden verursachten und mindestens zehn Menschenleben forderten, drei Personen werden weiterhin vermisst. Besonders stark betroffen waren die Kantone Tessin, Wallis und Graubünden. Die Beeinträchtigung der Verkehrsinfrastruktur hatte auch Auswirkungen auf den Transitverkehr mit dem Unterbruch der San-Bernardino-Route und auf den Tourismus in Teilen der Schweizer Alpen.
Im September 2024 gab es auch in Mitteleuropa viele Hochwasser.

## Hochwasser ab 1. Juni 2024

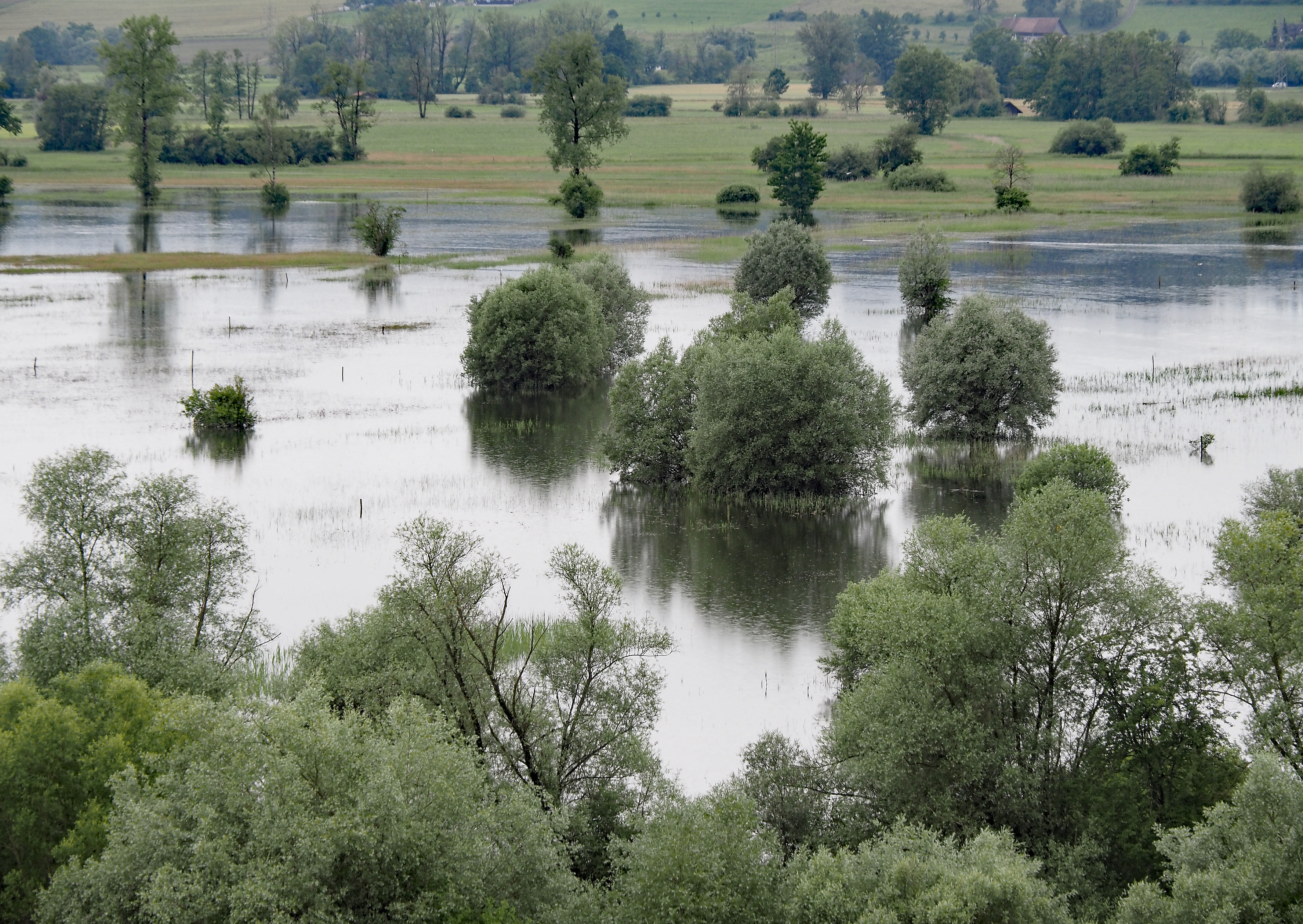
Überschwemmung der Maschwander Allmend im Kanton Zug

Anfang Juni kam es in Süddeutschland und in angrenzenden Regionen zu schweren Niederschlägen, die in zahlreichen Regionen Hochwasser brachten. Flüsse wie zum Beispiel der Rhein und die Reuss verursachten lokale Überschwemmungen, der Bodenseepegel stieg an; die Gefahrenstufe 4 bzw. 5 (grosse bzw. sehr grosse Gefahr) wurde erreicht, ehe sie wieder auf die Stufe 3 abgesenkt wurde. Bis Ende Juni blieb die Gefahr am Bodensee erhöht. Die Böden waren vielerorts weiterhin durchnässt; im Hochgebirge gab es viel Neuschnee.
Starke Regenfälle vor allem am Samstag, den 1. Juni, und am Montag, den 3. Juni, führten dazu, dass die Pegel von Flüsse und Seen anstiegen; es gab Hochwasseralarm an der Sitter und der Goldach in der Ostschweiz; am Bodensee und am Hochrhein galt Gefahrenstufe 3 (erhebliche Gefahr), am Untersee am 4. Juni Gefahrenstufe 4 (grosse Gefahr). so trat der Untersee in Berlingen oder der Rhein in Bad Zurzach über die Ufer. Der Lauerzersee im Kanton Schwyz trat über die Ufer und das Hochwasser der Reuss verursachte eine Überschwemmung auf der Maschwander Allmend in den Kantonen Zug und Zürich. In den Kantonen Zürich (450 Einsätze), Thurgau (150 Einsätze) und St. Gallen (90 Einsätze) rückten Feuerwehren über das Wochenende wegen Wasser in Gebäuden und überfluteten Strassen aus. Vielerorts kam es zu Hangrutschen. 
In St. Gallen wurde der Nationenpreis der CSIO abgesagt. Verglichen mit dem Hochwasser in Süddeutschland 2024 ging das Wettergeschehen glimpflich aus.
Starke Regenfälle am 9. und 10. Juni sorgten in der ganzen Westschweiz und Nordschweiz erneut für das Steigen der Pegel in einigen Gewässern und verursachten lokale Überflutungen. Am Bodensee, am Zürich- und am Vierwaldstättersee sowie an deren Ausflüssen herrschte Hochwasser. Am 11. Juni wurde für den Untersee eine Hochwasserwarnung der Gefahrenstufe 5 erlassen, die höchste aller Gefahrenstufen. Am 13. Juni galt am Obersee und am Untersee jeweils Hochwasserstufe 4. Die Pegel stiegen nach einer zwischenzeitlichen Entspannung beim Unwetter vom 21. Juni 2024 wieder an.

## 21. und 22. Juni 2024
Um den 20. Juni entstand erneut eine Wetterlage mit einem Höhentief, einer Kaltfront und einer kräftigen Südströmung, die warme und feuchte Luftmassen in den Alpenraum transportierte. Diese verursachten südlich des Alpenhauptkammes starke Niederschläge. 
Auch eine Gewitterfront verursachte am 21. Juni 2024 andauernde starke Niederschläge im Alpenraum, im Jura und in grenznahen Gebieten der Nachbarländer. Im Bündner Bergtal Misox fielen an der Messstation Grono innert 24 Stunden 12,42 cm (124 Liter pro m²) Regen, davon über 6 cm innert einer Stunde.
Die instabile Wetterlage herrschte mehrere Tage vor; am Abend des 24. Juni fielen infolge eines Wärmegewitters grosse Regenmengen vor allem im Kanton Waadt (117 mm in 3 Stunden in L’Auberson) und im Kanton Basel-Landschaft (53 mm in 3 Stunden in Liestal).

### Rhein vom Bodensee bis Basel
Das Hochwasser des Rheins liess den Wasserstand des Bodensees wie schon Ende Mai 2024 erneut ansteigen. Schweizer Behörden riefen für die Seeufer und den Hochrhein die Gefahrenstufe 4 aus. Alle Personen waren aufgefordert, sich vorsichtshalber von den See- und Flussufern fernzuhalten. Bis zum 24. Juni stieg das Wasser im Bodensee weiter an; beim Pegel Berlingen am Untersee wurde der Wasserstand von 396,95 m ü. M. (normales Monatsmittel: 396,07 m ü. M.) gemessen.

### Wallis
Im Kanton Wallis floss aus den Wildbächen des Hochgebirges so viel Wasser in die Rhone, dass diese bei Sitten und im Unterwallis Höchststände erreichte; bei der Pegelstation von Branson wurde am 22. Juni 2024 ein Abfluss von 819 m³/s gemessen, was einem Jahrhundertereignis entspricht. 
Im Chablais oberhalb des Genfersees erreichte der Abfluss der Rhone zeitweise 1200 m³/s. Bei der Mündung der Rhone in den Genfersee sammelten sich an einer Schwimmbarriere grosse Massen von Treibholz. In Chippis mussten mehr als 200 Bewohner die Häuser in der Umgebung des Flusses verlassen.
Der Nufenenpass wurde am 21. Juni nach einem Erdrutsch vorübergehend gesperrt.
Im Mattertal stieg der Pegel der Mattervispa so stark an, dass der Bach ufernahe Strassen in Zermatt und die Erdgeschosse mehrerer Gebäude überflutete. Auch der Triftbach, der im Zentrum von Zermatt in die Mattervispa mündet, trat über die Ufer. Erdrutsche unterbrachen die Strecke der Matterhorn-Gotthard-Bahn zwischen Visp und Täsch und auch die Kantonsstrasse (Hauptstrasse 213) im Mattertal, so dass Zermatt von der Aussenwelt abgeschnitten war. Ein Murgang des Dorfbachs verschüttete bei Randa die Hauptstrasse und ein zweiter bei Herbriggen die Strasse und die Bahnstrecke Brig-Visp-Zermatt-Bahn. An einigen Stellen unterspülte die Mattervispa die Bahngleise. In Visp und Täsch waren Touristen, die nach Zermatt gelangen oder aus dem Mattertal ausreisen wollten, blockiert. Auch die Gornergratbahn musste zeitweise den Betrieb einstellen, weil ein Erdrutsch die Schutzgalerie Riffelbord beschädigt hatte. In den folgenden Tagen nahm die Matterhorn-Gotthard-Bahn die Strecke von Zermatt nach Täsch wieder in Betrieb; zwischen Täsch und Visp verkehrten Busse als Ersatz für die unterbrochene Bahnstrecke, nachdem die Schuttkegel der Murgänge auf der Kantonsstrasse beseitigt waren.
Die umfangreichsten Schäden im Wallis entstanden durch Hochwasser, Murgänge und Überschwemmungen im Val d’Anniviers. Der Talfluss Navisence führte ungefähr so viel Wasser wie beim letzten schweren Hochwasserereignis im Jahr 2018. Die Trinkwasserversorgung, Abwasserleitungen und Stromleitungen des Ferienorts Zinal wurden beschädigt. Zwischen Vissoie und Mayoux war die Kantonsstrasse zeitweise unpassierbar. Auch in Evolène war die Trinkwasserzufuhr zerstört.

### Graubünden: Misox
Im Misox verursachten Fluten und Murgänge auf der Länge von 20 Kilometern schwere Schäden. Die Moesa, die das Tal zum Ticino entwässert, führte am 21. Juni 2024 abends bei der Pegelstation von Lumino/Sassello nach einem raschen Anstieg des Wasserstands um 650 m³/s. In der Nacht zum 22. Juni gingen in den Gemeinden Lostallo und Soazza an mehreren Berghängen Gerölllawinen und Schlammmassen nieder und überschwemmten Kulturland. Die Abwasserreinigungsanlage von Lostallo wurde überschwemmt, alle vier Ausgleichsbecken der Gemeinde waren voller Geschiebe und mussten ausgebaggert werden. Mehrere Wasserkraftwerke des Energieunternehmens Axpo mussten ihren Betrieb einstellen; Dutzende Personen wurden aus ihren Häusern evakuiert.
In einer Siedlung des Weilers Sorte (430 m ü. M.) drei Kilometer südlich von Lostallo wurden Gebäude zerstört, als ein verheerender Murgang aus dem Val de la Molera, auf der Westseite des Misox unter dem Piz della Molera (2603 m ü. M.) und dem Piz de Groven (2694 m ü. M.), durch die Siedlung floss. Der Wildbach Rià de la Molera, italienisch Riale Molera, beginnt im Bergtal in den Gemeinden Cama und Santa Maria in Calanca und mündet bei Sorte, einem Ortsteil der Gemeinde Lostallo, von rechts in die Moesa; westlich der Flussbrücke (401 m ü. M.) steht auf dem alten, durch frühere Murgänge entstandenen Schuttkegel des Baches an der Hauptstrasse 13 und bei der ehemaligen Haltestelle der früheren Misoxerbahn der jüngere Dorfteil Campagna de Sort. Das Gebirge besteht in diesem Abschnitt des Misox aus Granit- und Gneisformationen. Weil das wassergetränkte Lockermaterial im Moleratal instabil wurde, nahm im Berggebiet eine Schlamm- und Geröllrüfe, die auch grosse Felsblöcke mitriss, ihren Lauf. Die Schuttlawine brach aus dem bisherigen Bachbett aus, deckte das Wiesengebiet zu und zerstörte einige Häuser in Sorte, unterbrach die Kantonsstrasse und verschüttete den westlichen Brückenkopf der Moesabrücke. Mindestens eine Person aus dem Weiler verlor ihr Leben, eine weitere Person konnte aus einem beschädigten Haus lebend gerettet werden. Insgesamt verursachte das Gewitter im Misox zwei Todesopfer, eine Person blieb vermisst.

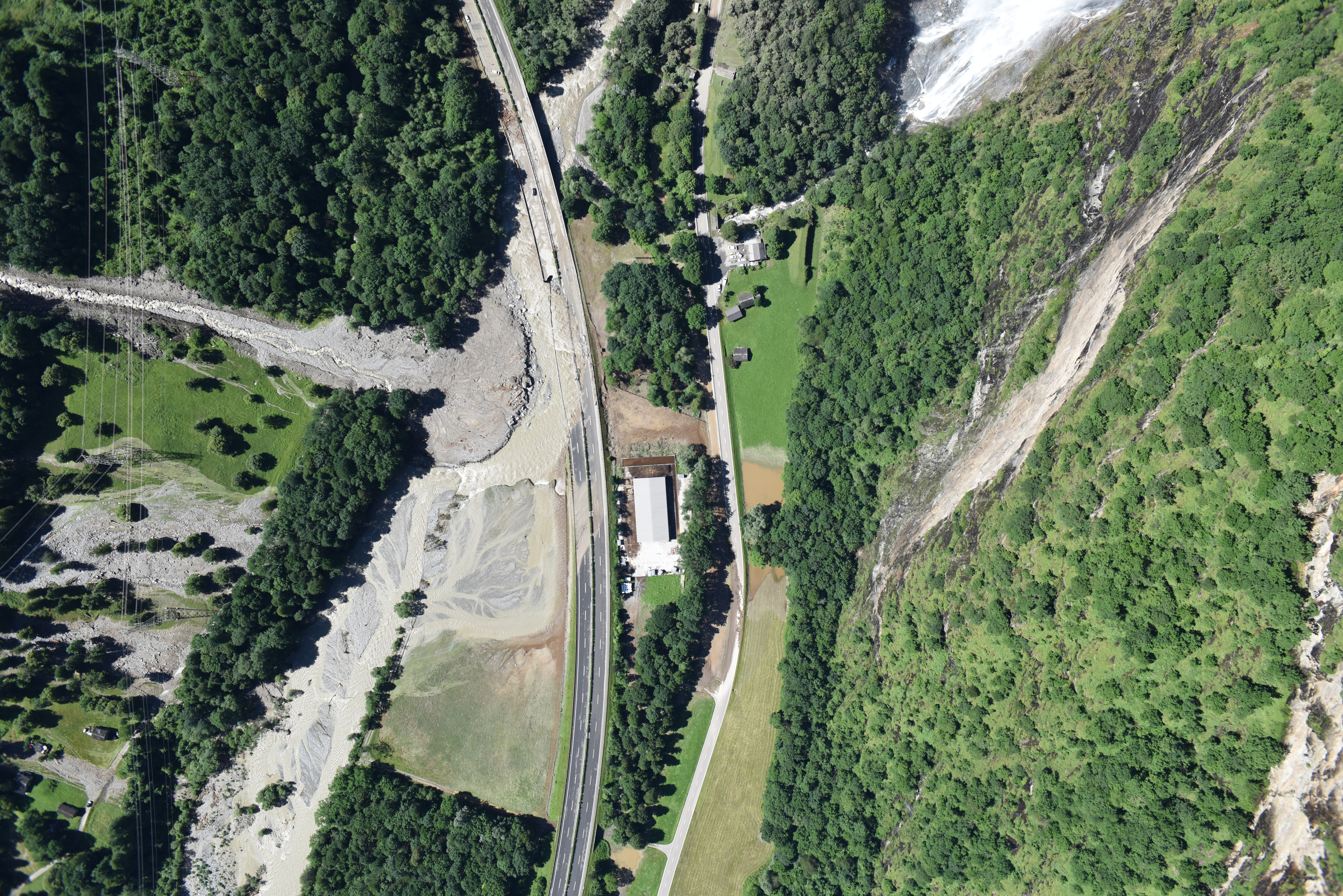
Der Murgang, blockierte Moesa und die zerstörte Autobahn A13 im Gebiet Buffalora am 22. Juni 2024

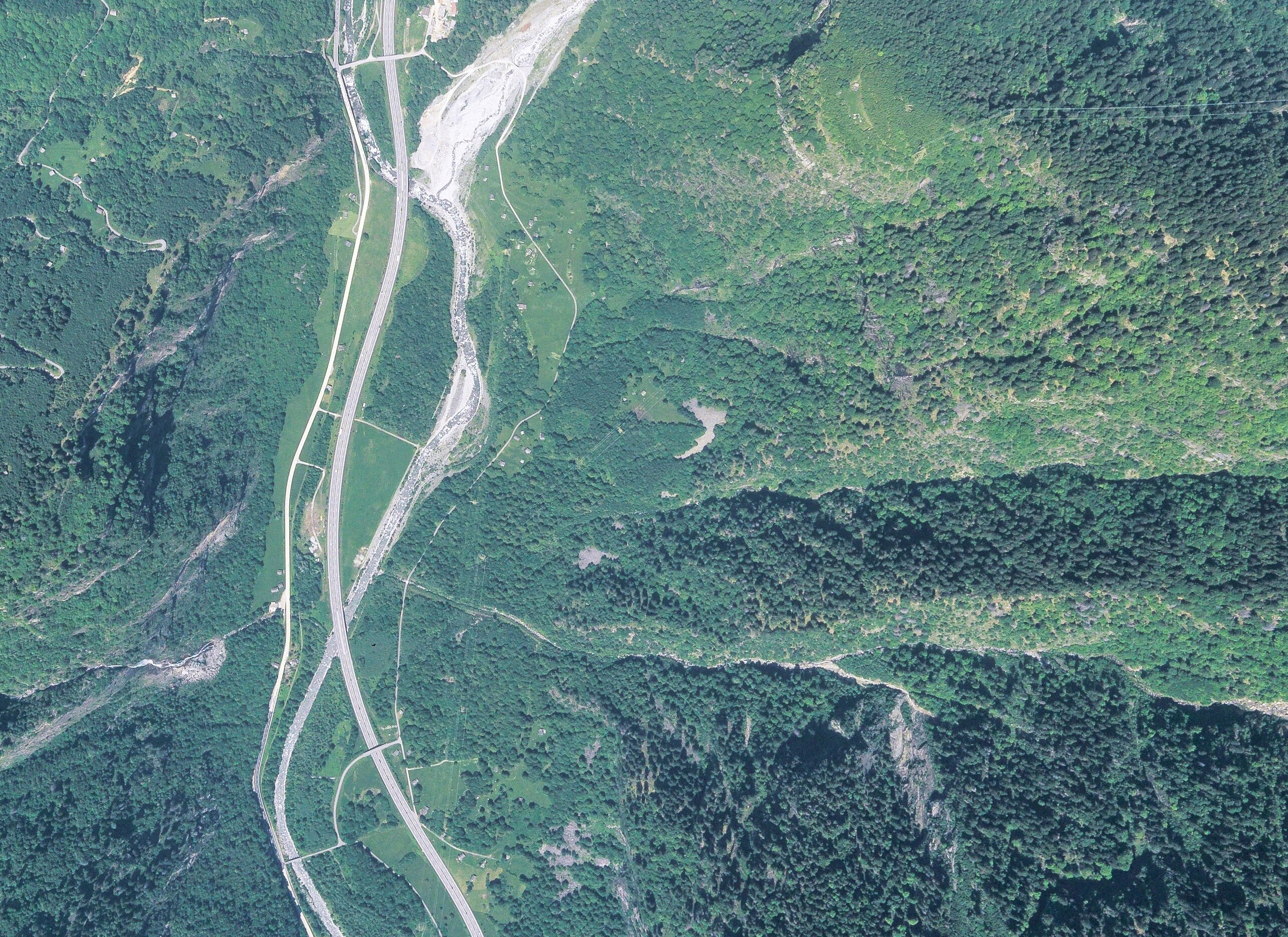
Das Gebiet von Buffalora im Zustand vor dem Unwetter

Als Folge einer besonders starken Rüfe aus dem Val d’Orbel wurde die Moesa oberhalb der Buffalorabrücke der Autobahn A13 aufgestaut, überspülte die Autobahn und unterspülte deren Rampe auf einer Strecke von rund 150 Metern. In diesem Abschnitt in der Gemeinde Soazza ist die Flussniederung als Naturschutzgebiet «Pomareda» im Bundesinventar der Auengebiete von nationaler Bedeutung ausgewiesen. Der Val-d’Orbel-Bach auf der Ostseite des Tales führte wegen der Niederschläge Schuttmassen mit einem Volumen von etwa 50'000 m³ mit sich. Schon im Jahr 2019 hatte ein Murgang aus dem gleichen Bachgraben während eines Hochwassers der Moesa an dieser Stelle eine Überschwemmung des Auengebiets neben der Autobahn verursacht.
Die Hauptstrasse 13 und einige Gemeindestrassen im Misox waren wegen Murgängen unpassierbar. Aus Sicherheitsgründen und wegen der Aufräumarbeiten wurde die Hauptstrasse in den folgenden Tagen zwischen Mesocco und Lostallo gesperrt.
Bundesrat Ignazio Cassis besuchte zusammen mit dem Bündner Regierungsrat Jon Domenic Parolini, dem Tessiner Staatsratspräsidenten Christian Vitta und weiteren Behördenmitgliedern die Schadenplätze im Tal. Die Kantonsbehörden planten, in erster Priorität die Schäden an der Infrastruktur im Gebiet Sorte-Lostallo-Cabbiolo zu beheben, um den Lokalverkehr im Tal wieder möglich zu machen, während die Strassen im oberhalb liegenden Gebiet von Soazza bis Mesocco zweite Priorität hatten. Zwischen Mesocco und Roveredo richtete die Schweizer Armee für Notfälle eine Luftbrücke mit Helikoptern ein.
Wegen der Zerstörung der Strasse sperrten Behörden die A13 bei Thusis im Norden und Lostallo im Süden. Die Nord-Süd-Route durch den San-Bernardino-Tunnel, die in den Sommermonaten oft um 15'000 Fahrzeuge täglich benutzen, war für rund zwei Wochen nicht benutzbar. Weil der voraussichtliche Mehrverkehr durch den Gotthard mit dem Gotthard-Strassentunnel kaum zu bewältigen sein würde, plante der Bundesrat, mit den Nachbarländern eine internationale Verkehrsregelung zu treffen, um den Reiseverkehr durch die Alpen in der Sommerzeit auf andere Alpenpässe zu verteilen.
Am 24. Juni begannen die Erdarbeiten zur Räumung des versperrten Flussbettes der Moesa bei Buffalora, um anschliessend den beschädigten Autobahndamm instand setzen zu können. Grosse Felsbrocken wurden gesprengt. Eine einspurige Wiedereröffnung der Strasse erfolgte am 5. Juli, nachdem zuerst der 10. Juli angestrebt wurde. Am 26. Juni beschloss die Tessiner Kantonsregierung, der Region Mesolcina im Nachbarkanton Graubünden 80'000 Franken als Soforthilfe zu überweisen.

## 25. und 26. Juni 2024
Am 25. Juni 2024 zog erneut eine Gewitterzone mit Starkregen von Südwesten über Teile der Schweiz. Kurz nach 22 Uhr sperrte das Flugsicherungsunternehmen Skyguide den Genfer Luftraum wegen einer Überschwemmung im Untergeschoss des Kontrollzentrums vorübergehend, weil die Kühlung des Rechenzentrums beeinträchtigt worden sei. In der Folge konnten auf dem Flughafen Genf keine Starts und Landungen mehr stattfinden. Überflutungen gab es u. a. in Liestal und Morges. Nach Informationen von Alertswiss fiel im Gebiet Stein am Rhein/Ramsen teilweise der Strom aus.

## 29. und 30. Juni 2024
Bereits im Vorfeld wurde für den 29. und 30. Juni 2024 vor erneuten Unwettern mit starken Niederschlägen und einem Föhnsturm in den Alpen gewarnt. In der Folge verboten die Kantonsbehörden von Genf und Waadt am 29. Juni vorsorglich sämtliche Aussenveranstaltungen. In beiden Kantonen waren insbesondere die Public Viewing der Fussball-Europameisterschaft 2024 von den Veranstaltungsverboten betroffen. Der Kanton Wallis warnte wiederum vor Hochwasser und Murgängen. In weiten Teilen der Schweiz galt am 29. Juni nachmittags die Gefahrenstufe 3 oder 4 (erhebliche bzw. grosse Gefahr möglich).

### Wallis
Nach starken Niederschlägen über den Lepontinischen und den Walliser Alpen führten die Flüsse in zahlreichen Tälern des Wallis und des Kantons Tessin Hochwasser, die erneut verheerende Schäden anrichteten. In Binn wurde innerhalb einer Stunde 158 mm Niederschlag gemessen und in Simplon-Dorf 101,3 mm innerhalb von 24 Stunden. Am 29. Juni wurden der Nufenenpass und der Simplonpass wegen Erdrutschen gesperrt. Wegen Steinschlägen waren auch die Strassen über den Furka- und den Grimselpass unterbrochen. Ein Murgang beschädigte die Gleisanlagen der Dampfbahn Furka-Bergstrecke zwischen Oberwald und Gletsch. Die Mattervispa trat bei Zermatt erneut über die Ufer. Besonders schwere Schäden entstanden durch einen Murgang des Triftbachs im Ortszentrum von Saas-Grund, wo zahlreiche Liegenschaften und die Kantonsstrasse (Hauptstrasse 212) von Geröll und Schlamm verschüttet wurden und eine Person in den Fluten ums Leben kam. Die Zufahrtstrasse zur Ferienstation Saas-Fee war unterbrochen. Im Binntal wurde mindestens eine Person vermisst. Die Bahnstrecke Lausanne-Brig war zwischen Leuk und Gampel-Steg für mehrere Tage unterbrochen.
Die Rhone trat bei Chippis und Siders an der Mündung der Navisence über die Ufer, floss über Brücken und überschwemmte Ortsteile sowie die Fabrikgelände der Aluminiumkonzerne Constellium und Novelis. Sie setzte bei Siders und Sitten die Autobahn A9 und andere Strassen unter Wasser. Bei der Pegelstation von Branson erreichte sie einen Abfluss von 997 m³/s (Stand: 30. Juni; 9:15 Uhr) und übertraf damit den bisherigen Rekordwert (Periode 1941–2023) von 978 m³/s, gemessen während des Alpenhochwassers am 15. Oktober 2000.
Anfang Juli informierte das Amt für Umwelt des Kantons Wallis die Öffentlichkeit über schwere Schäden, die wegen des Hochwassers in mehreren Abwasserreinigungsanlagen im oberen und im mittleren Wallis entstanden waren. Die Anlage von Saas-Grund wurde wegen der Rüfe des Triftbachs durch Geschiebe verschüttet, und auch die Kläranlagen von Sierre-Noës, Zermatt, Sankt Niklaus, Anniviers, Evolène und im Goms fielen für unbestimmte Zeit aus. An einzelnen Punkten zerstörten die Fluten zudem Kanalisationsleitungen. Seither strömen die Abwässer aus einer grossen Region mit ungefähr 30'000 Einwohnern und bedeutenden Ferienstationen wie Crans-Montana unbehandelt in die Fliessgewässer und werden durch die Rhone in den Genfersee geschwemmt. Mit Stand vom 16. Oktober 2024 waren einige Abwasserreinigungsanlagen nach wie vor nicht oder erst teilweise in Betrieb.
Neben den kantonalen und lokalen Rettungsdiensten waren in den Schadengebieten im Wallis nach einem Gesuch des Kantons rund hundert Angehörige der Schweizer Armee im Einsatz, um bei den Aufräumarbeiten zu helfen, Schutt wegzuführen, geflutete Keller und Strassenunterführungen auszupumpen und die unterbrochenen Übermittlungsnetze zu ersetzen.

### Tessin

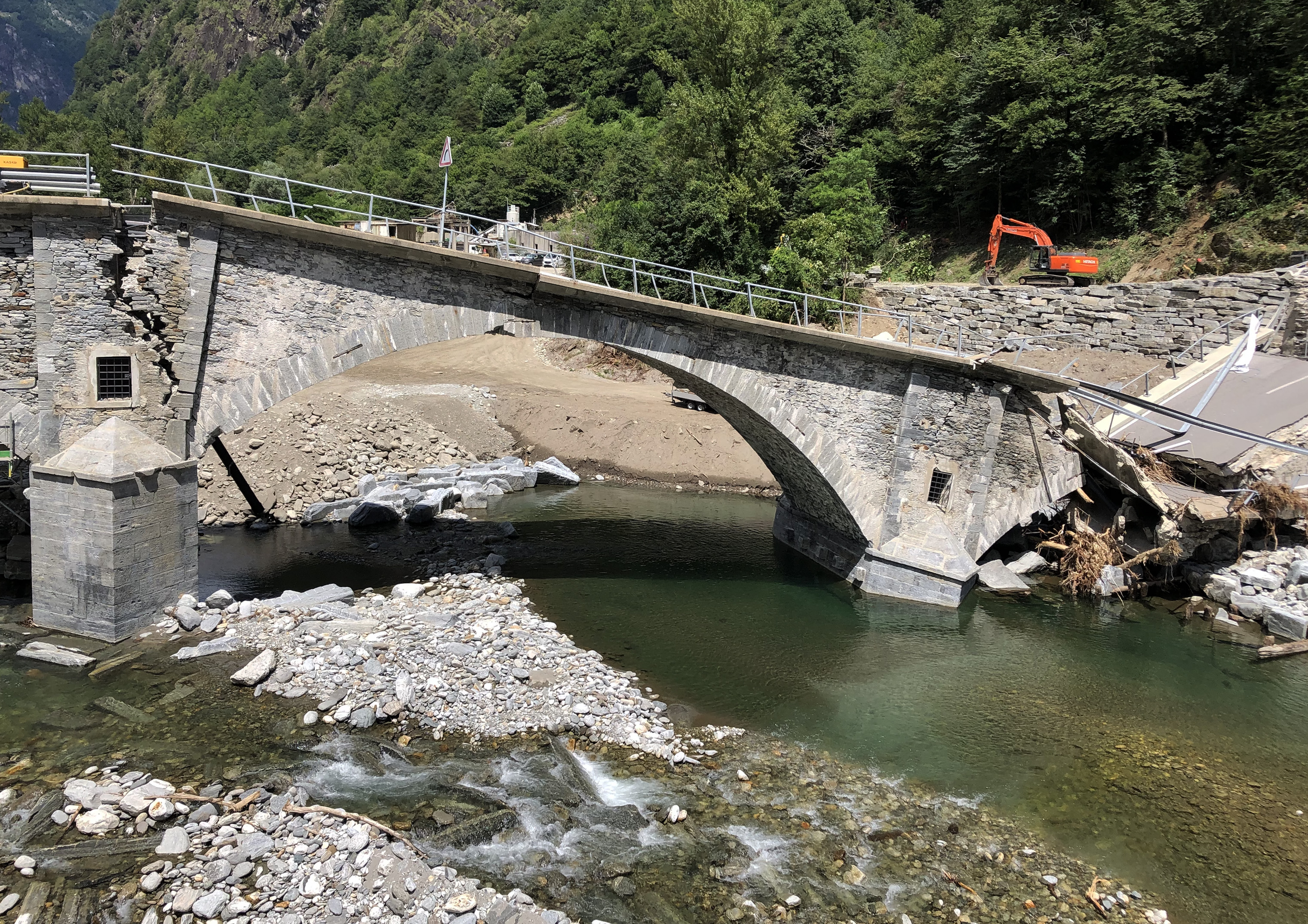
Am 30. Juni 2024 teilweise zerstörte Maggiabrücke von Visletto

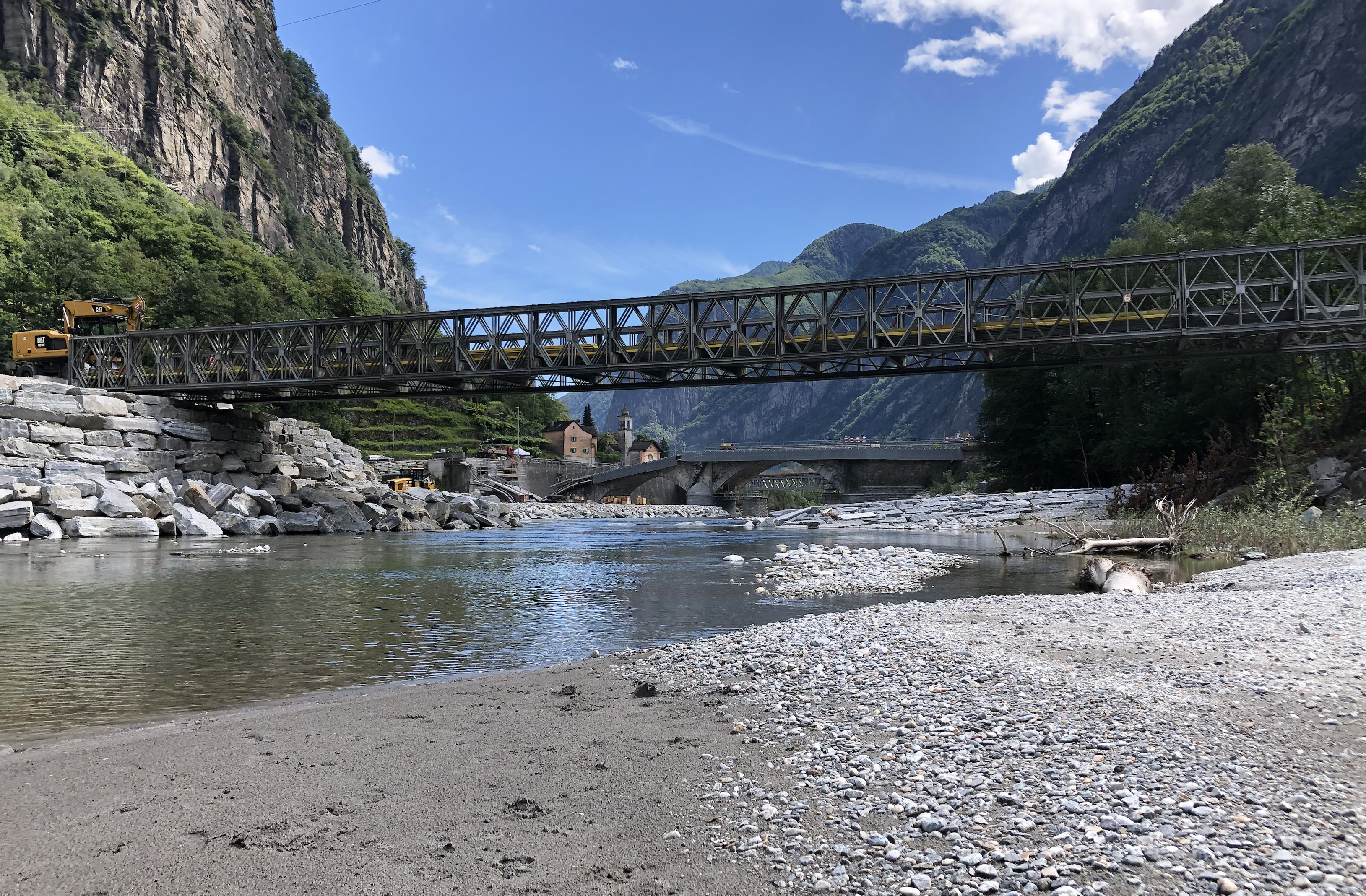
Hilfsbrücke der Armee bei Visletto

In der ersten Nachthälfte vom 29. auf den 30. Juni führte im alpinen Einzugsbereich der Maggia eine Südstaulage zu sehr intensiven Gewittern. Die anhaltend hohe Regenintensität über einen Zeitraum von etwa 6 Stunden sorgte im oberen Maggiatal für verheerende Überschwemmungen und Murgänge. Die durch die Sturzflut verursachten Murgänge zerstörten Teile von Siedlungen und mehr als 100 Gebäude. In Fontana im Bavonatal erreichte eine grosse Rüfe mit haushohen Felsblöcken aus dem Valle di Larechia das Tal, vergrösserte den alten Schuttkegel mit viel Gesteinsmaterial und verschüttete mehrere Häuser und die Talstrasse auf etwa 300 Metern Länge. In Riveo verloren zwei Personen ihr Leben und im Bavonatal drei aus Baden-Württemberg stammende Personen, mehrere Personen im Lavizzaratal wurden noch vermisst. Zwei weitere Person wurden am 18. Juli 2024 bezw. am 22. Juli 2024 im Flussbett der Maggia bei Cevio tot aufgefunden.
Die oberen Ortschaften des Maggiatals waren auf dem Landweg nicht mehr erreichbar, da die Strassenbrücke zwischen Cevio und Visletto der Hauptstrasse 407 teilweise einstürzte. Nur noch die ehemalige Eisenbahnbrücke von Visletto, die 2022 zum Flussübergang für den Langsamverkehr umgebaut worden war und für Motorfahrzeuge nicht passierbar war, stand als Zugang nach Cevio zur Verfügung, sie wurde behelfsmässig verstärkt und diente als erste Notbrücke für kleine Fahrzeuge. Der öffentliche Verkehr im oberen Maggiatal wurde danach mit Kleinbussen weitergeführt. In einigen Ortschaften des Maggiatals waren die Strom- und die Wasserversorgung zerstört. In Lavizzara waren die nahe am Fluss gebaute Eissporthalle schwer beschädigt und das Feuerwehrgebäude überflutet. Campingplätze, die an mehreren Orten nahe an der Maggia errichtet worden waren, wurden evakuiert. Hochwasser und Geschiebe veränderten die Flusslandschaft im Auenschutzgebiet Maggia. Wegen der grossen von der Maggia mitgeführten Menge Schwemmholz stellte die Schifffahrtsgesellschaft des Lago Maggiore die Fahrten der Kursschiffe ein.
Die Rettungskräfte des Kantons Tessin setzten Helikopter der Schweizerischen Rettungsflugwacht, privater Lufttransportunternehmen und Super Puma der Schweizer Luftwaffe ein, um Personen aus gefährdeten und abgeschnittenen Gebieten zu evakuieren und Wasser sowie andere Hilfsgüter in nur noch durch die Luft erreichbare Ortschaften zu bringen.
Der Kanton Tessin ersuchte die Bundesbehörden um einen Hilfseinsatz der Armee, um eine behelfsmässige Zufahrt in das obere Maggiatal einzurichten. Bundespräsidentin Viola Amherd besuchte zusammen mit dem Tessiner Staatsratspräsidenten Christian Vitta die Schadenplätze bei Cevio und sagte die Hilfe des Bundes beim Wiederaufbau der zerstörten Infrastruktur zu. Nachdem zivile Baufirmen bei Visletto einen neuen Zugangsdamm links des Flusses errichtet hatten, baute das Katastrophenhilfe-Bereitschaftsbataillon der Armee bis am 23. Juli 2024 eine militärische Mabey-Johnson-Hilfsbrücke über die Maggia als provisorischer Ersatz für die Strassenverbindung nach Cevio, welche dann am 26. Juli 2024 um 11 Uhr regulär für den Verkehr freigegeben wurde. Im Einsatz für die Räumung von Unwetterschäden, unter anderem im Bavonatal, stehen auch Kräfte des Geniebataillons 6.
Ende Juli 2024 wurde der Hilfseinsatz der Armee zum zweiten Mal verlängert. Das Bavonatal bleibt für Touristen bis mindestens Frühling 2025 gesperrt.

## 7. Juli 2024

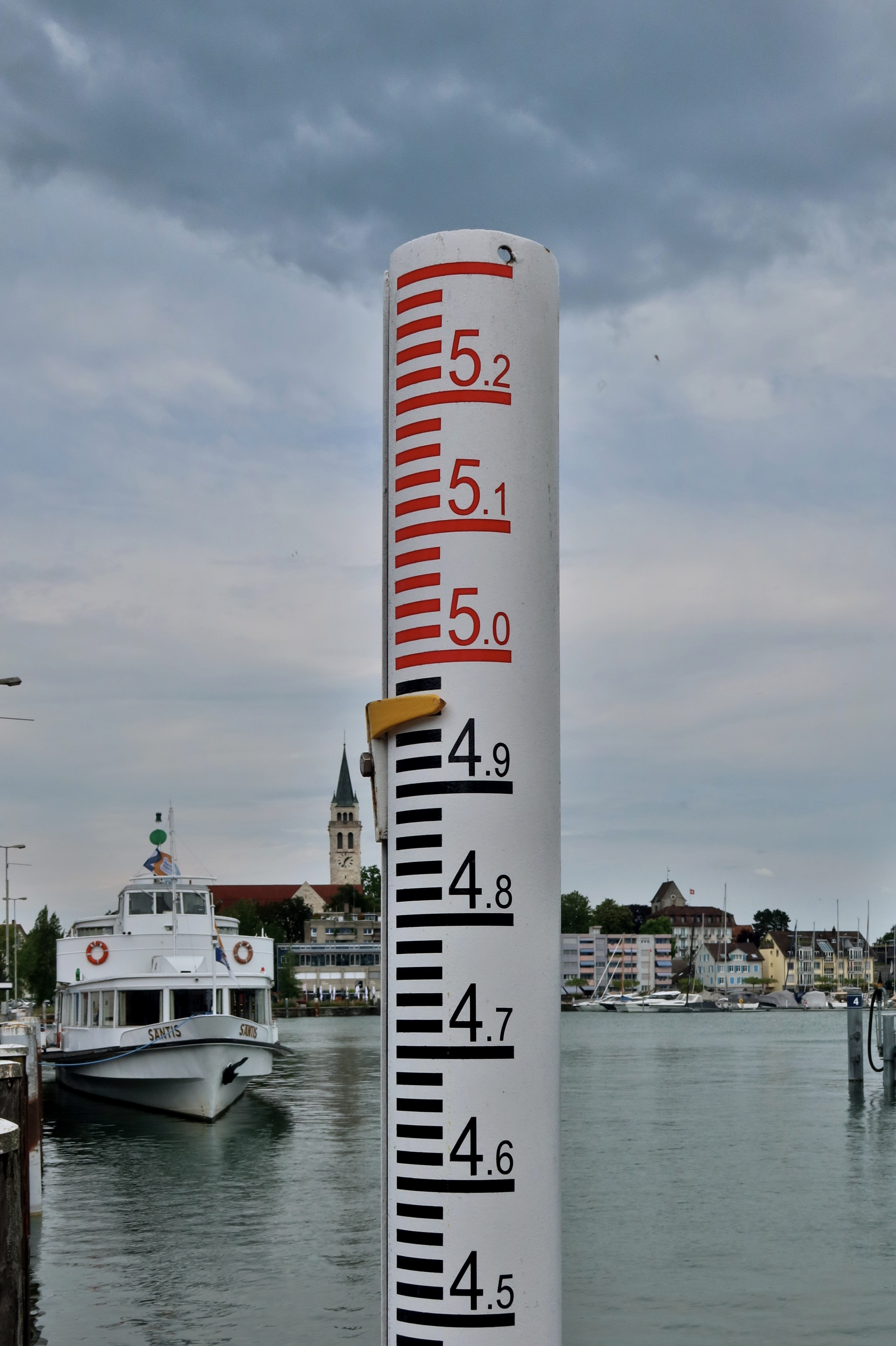
Pegelstand des Bodensees am Hafen Romanshorn, 6. Juli

Am Wochenende des 7. Juli wurden im Südtessin lokal mehr als 200 mm Niederschlag in weniger als 24 Stunden gemessen. Auch im Kanton Graubünden fielen lokal rund 100 mm in 24 Stunden, so im Bergell sowie im Averstal. Infolge führte der Inn Hochwasser.

### Tessin
Im Kanton Tessin kam es zu mehreren Erdrutschen im Muggiotal, wobei mehrere Strassen betroffen waren. Ebenso wurde die A2, weiterhin
- Chiasso: die Via Maestri Comacini
- Morbio Inferiore: Viale Breggia
- Novazzano: Via Résiga
- Coldrerio: Via Monte Generoso

wegen Erdrutsch gesperrt.
Ein Zollhaus bei Chiasso musste wegen einer Überschwemmung geschlossen werden.

## 12. Juli 2024
Am 12. Juli wurde an der Station Stabio, mit Böenspitzen von bis zu 101,5 km/h, ein neuer Höchstrekord für diese Station gemessen. Bei der Station Magadino / Cadenazzo wurden mit 37,1 mm Regen innert 10 Minuten sowie 49,2 mm innert 20 Minuten neue Stationsrekorde aufgestellt.

## 2. August 2024
Am 2. August führte ein Starkniederschlag im schweizerischen Klettgau (Kanton Schaffhausen) zu Hochwasser und Überflutungen. Betroffen waren die Gemeinden Hallau, Oberhallau, Gächlingen, Neunkirch und Siblingen. Am meisten Niederschlag wurde an der Station Hallau registriert, dort fielen in zwei Niederschlagsintervallen innert 2 Stunden ca. 72 mm Regen. Dieselbe Station erreichte mit einem Tagesniederschlag von 73,2 mm den 5. Platz in der seit 1886 laufenden Messereihe.

## 12. August 2024
Am 12. August zogen erneut heftige Gewitter über die Schweiz hinweg, wobei in der Ortschaft Brienz im Berner Oberland durch ein Hochwasser des Milibachs besonders grosse Zerstörungen entstanden. Dort gab es zwei Verletzte und Schäden von über 25 Millionen Franken in den Dorfteilen Seematte, Rybi und Steiner, 70 Personen wurden evakuiert. Die rote Zone umfasste das Gebiet Änderdorf. Die Zentralbahnstrecke zwischen Interlaken Ost und Meiringen musste für längere Zeit gesperrt werden. Die Brienz-Rothorn-Bahn musste die Saison wegen Schäden an den Gleisanlagen für 2024 beenden. Nach einem Monat war der Geschiebesammler und das Gerinne geleert.
Ebenfalls vom Unwetter betroffen waren die Verkehrswege nach Grindelwald sowie Leissigen und Därligen. Grindelwald konnte einen Tag lang nur mit den Bergbahnen verlassen werden. Ausserdem wurde der für den 17. August geplante Inferno Triathlon abgesagt.

## Finanzielle Unterstützung durch den Bund
Der Bundesrat verabschiedete im September 2024 zuhanden des Parlaments Zusatzkredite zu den Verpflichtungskrediten im Umfang von insgesamt 56,5 Millionen Franken. Diese dienen der Finanzierung von Sofortmassnahmen und der Wiederinstandstellungen von Schutzbauten. Im Mai 2025 hat der Bundesrat das UVEK beauftragt, eine Sonderbotschaft für eine ausserordentliche Bundeshilfe zuhanden des Parlaments auszuarbeiten.